# Männiku (Valjala)
Männiku – wieś w Estonii, w prowincji Sarema, w gminie Valjala.